# Straße (Gummersbach)
Straße ist ein Ortsteil von Gummersbach im Oberbergischen Kreis im südlichen Nordrhein-Westfalen, Deutschland.

## Lage und Beschreibung
Straße liegt circa 15,2 km vom Stadtzentrum Gummersbach entfernt und liegt an der Bundesstraße 54.

## Geschichte

### Erstnennung
1542 wurde der Ort das erste Mal urkundlich erwähnt und zwar Thomas op der Strate wird in den Türkensteuerlisten genannt.
Schreibweise der Erstnennung: op der Strate

## Busverbindung
- R52   Olpe ZOB (VWS)
- R52   Meinerzhagen Bf/ZOB (VWS)
- 570   Windebruch  (MVG)